# Херсонцев, Вадим Станиславович
Вадим Станиславович Херсонцев (род. 8 июля 1974 года, Владикавказ) — российский метатель молота и тренер по лёгкой атлетике. Участник Олимпийских игр 1996 года. Двукратный чемпион России (1996, 2006). Чемпион России по зимним метаниям 2006 года.

## Биография
Вадим Станиславович Херсонцев родился 8 июля 1974 года в Орджоникидзе. С юности начал заниматься метанием молота. Выступал за Профсоюзы. Является двукратным победителем и многократным призёром чемпионатов России.
После окончания спортивной карьеры Херсонцев начал работать тренером. С 2009 года является старшим тренером легкоатлетической сборной России по группе метаний.
Наиболее высоких результатов среди его воспитанников добились:
- Валерий Пронкин — серебряный призёр чемпионата мира 2017 года, чемпион России 2017 года[8][9][10],
- Алексей Загорный — бронзовый призёр чемпионата мира 2009 года, серебряный призёр чемпионата Европы 2012 года[11][12],
- Анатолий Поздняков — серебряный призёр чемпионата Европы среди молодежи 2009 года, многократный призёр чемпионатов России[13],
- Оксана Кондратьева — победитель командного чемпионата Европы 2015 года, серебряный призёр Универсиады 2013 года, многократный призёр чемпионатов России,
- Алексей Королёв — чемпион России 2014 года.

## Личные результаты

### Международные
| Год  | Соревнования                    | Место проведения       | Место  | Результат |
| ---- | ------------------------------- | ---------------------- | ------ | --------- |
| 1993 | Чемпионат Европы среди юниоров  | Сан-Себастьян, Испания | 3      | 65,44 м   |
| 1996 | Олимпийские игры                | Атланта, США           | 15 (q) | 74,48 м   |
| 1997 | Универсиада                     | Сицилия, Италия        | 4      | 75,70 м   |
| 1997 | Чемпионат мира                  | Афины, Греция          | 7      | 77,42 м   |
| 1997 | Кубок Европы                    | Мюнхен, Германия       | 2      | 78,48 м   |
| 1999 | Универсиада                     | Пальма, Испания        | 4      | 77,87 м   |
| 1999 | Чемпионат мира                  | Севилья , Испания      | 8      | 76,96 м   |
| 2001 | Универсиада                     | Пекин, Китай           | 8      | 73,47 м   |
| 2002 | Чемпионат Европы                | Мюнхен, Германия       | 16     | 77,00 м   |
| 2005 | Чемпионат мира                  | Хельсинки, Финляндия   | 7      | 77,59 м   |
| 2006 | Чемпионат Европы                | Гётеборг, Швеция       | 16     | 73,24 м   |
| 2006 | Кубок Европы по зимним метаниям | Тель-Авив, Израиль     | 2      | 78,54 м   |

### Национальные
| Год  | Соревнования                         | Место проведения | Место | Результат |
| ---- | ------------------------------------ | ---------------- | ----- | --------- |
| 1996 | Чемпионат России                     | Санкт-Петербург  | 1     | 80,48 м   |
| 1997 | Чемпионат России по длинным метаниям | Адлер            | 3     | 74,14 м   |
| 1998 | Чемпионат России                     | Москва           | 3     | 76,58 м   |
| 1999 | Чемпионат России                     | Тула             | 3     | 76,29 м   |
| 2000 | Чемпионат России по длинным метаниям | Адлер            | 3     | 73,61 м   |
| 2001 | Чемпионат России                     | Тула             | 4     | 79,46 м   |
| 2002 | Чемпионат России                     | Чебоксары        | 3     | 78,80 м   |
| 2002 | Чемпионат России по длинным метаниям | Адлер            | 2     | 78,85 м   |
| 2003 | Чемпионат России                     | Тула             | 4     | 78,69 м   |
| 2004 | Чемпионат России                     | Тула             | 3     | 76,03 м   |
| 2005 | Чемпионат России                     | Тула             | 3     | 76,83 м   |
| 2006 | Чемпионат России                     | Тула             | 1     | 77,08 м   |
| 2006 | Чемпионат России                     | Адлер            | 1     | 77,44 м   |
| 2007 | Чемпионат России                     | Тула             | 7     | 71,18 м   |
| 2008 | Чемпионат России                     | Казань           | 3     | 77,16 м   |